# Diecezja Frosinone-Veroli-Ferentino
Diecezja Frosinone-Veroli-Ferentino – diecezja Kościoła rzymskokatolickiego we Włoszech, w regionie w Lacjum. Należy do metropolii rzymskiej. 

## Historia
Diecezja została erygowana w VIII wieku jako diecezja Veroli. Z czasem rolę stolicy diecezji przejęło Frosinone, co w 1956 znalazło wyraz w nazwie, która została zmieniona na diecezję Veroli-Frosinone. W 1986 diecezja połączyła się z sąsiednią diecezją Ferentino, istniejącą od IV wieku, i przyjęła dzisiejszą nazwę.

## Katedra
Wniebowzięcia Najświętszej Marii Panny we Frosinone.

## Konkatedra
Diecezja posiada dwie konkatedry:
- św. Andrzeja w Veroli;
- św. Jana i Pawła w Ferentino.

## Patroni diecezji
- św. Maria Salome;
- św. Ambroży (męczennik)[1].

## Podział diecezji
Diecezja jest podzielona na 5 dekanatów, które obejmują 21 gmin w prowincji Frosinone, z wyjątkiem Prossedi-Pisterzo, które należy do prowincji Latina:
- Vicaria di Frosinone: obejmuje terytorium miasta Frosinone;
- Vicaria di Veroli: obejmuje gminy: Veroli, Boville Ernica i Monte San Giovanni Campano;
- Vicaria di Ferentino: obejmuje gminy: Ferentino i Supino;
- Vicaria di Ceccano: obejmuje: Ceccano, Amaseno, Giuliano di Roma, Patrica, Prossedi-Pisterzo, Villa Santo Stefano;
- Vicaria di Ceprano: obejmuje terytorium gmin: Ceprano, Arnara, Castro dei Volsci, Falvaterra, Pofi, Ripi, Torrice, Strangolagalli, Vallecorsa.

## Biskupi

### Vescovi di Ferentino
- Concordio ? † (wspomniany w 320);
- Basso † (przed 487 - po 499);
- Innocenzo † (501 - po il 502);
- Bono † (wspomniany w 556);
- Luminoso † (wspomniany w 595);
- Bonito † (wspomniany w 649);
- Agnello † (wspomniany w 721);
- Stefano I † (wspomniany w 761);
- Sergio † (wspomniany w 769);
- Giovanni I ? † (wspomniany w 796 i 826);
- Adriano † (wspomniany w 853);
- Pietro I ? † (wspomniany w 861);
- Giovanni II † (wspomniany w 869);
- Stefano II † (wspomniany w 879);
- Benedetto I † (wspomniany w 942);
- Romano † (przed 963 - po 964);
- Ignizzo ? † (wspomniany w 969);
- Domenico I † (wspomniany w 993);
- Alfrido † (przed 998 - po 999);
- Placido I † (wspomniany w 1001);
- Benedetto II † (wspomniany w 1015);
- Alessandro I ? † (wspomniany w 1059);
- Leone † (XI wiek);
- Anonimo † (wspomniany w 1080);
- Placido II † (wspomniany w 1082);
- Agostino, O.S.B. † (1106 - po 1113);
- Placido III, O.S.B. † (? - 1130);
  - Siro (o Lino o Giso) † (1130–1138) (antybiskup);
- Trasmondo † (1138–1148);
- Ubaldo † (1148–1160);
- Rodolfo † (1160–1191);
- Berardo I † (1191–1203);
- Alberto Longo (o Longhi) † (1203–1209);
- Landolfo † (wspomniany w 1222);
- Anonimo † (wspomniany w 1237);
- Donato † (wspomniany w 1241);
- Giacomo da Velletri, O.Min. † (przed 1248 - po 1257);
- Matteo I † (przed 1263 - po 1266);
- Giacomo, O.P. † (przed 1276 - po 1290);
- Landolfo "il Rosso" † (1298–1303);
- Berardo II † (1304 - ?);
- Filippo † (1318–1348);
- Pietro Ruggeri † (1348–1374);
- Alberto, O.E.S.A. † (1374–1392);
  - Gilberto, O.Min. † (1379 - ?) (antybiskup);
  - Angelo, O.Min. † (20 agosto 1395 - ?) (antybiskup);
- Giovanni Panella † (1392–1395);
- Nicola Vincioni † (1395–1409);
- Francesco Antonio Sisti, O.F.M. † (1409–1433);
  - Angelo † (1409) (antybiskup);
  - Gregorio † (1409) (antybiskup);
- Antonio Boccabella, O.F.M. † (1435–1445);
- Giovanni III, O.S.A. † (1445 - ?);
- Andrea De Laurenzi † (1453–1498);
- Pietro De Fenestrosa † (1498–1499);
- Francesco Fillipperi † (1499–1510);
- Tranquillo De Macarazzi † (1510–1548);
- Sebastiano Antonio Pighini † (1548–1550);
- Dionisio de Robertis, O.S.M. † (1550–1554);
- Aurelio Tibaldeschi † (1554–1584);
- Silvio Galassi † (1585–1591);
- Orazio Ciceroni † (1591–1603);
- Fabrizio Campi † (1603–1605);
- Dionigi Morelli † (1605–1612);
- Ennio Filonardi † (1612–1644);
- Enea Spennazzi † (1644–1658);
- Ottavio Roncioni † (1658–1676);
- Giovan Carlo Antonelli † (1677–1694);
- Valeriano Chierichelli o Cierchielli † (1694–1718);
- Simone Gritti † (1718–1729);
- Fabrizio Borgia † (1729–1754);
- Pietro Paolo Tosi † (1754–1798);
- Nicola Buschi † (1800–1813);
- Luca Amici † (1815–1818);
- Gaudenzio Patrignani, O.F.M. † (1818–1823);
- Giuseppe-Maria Lais † (1823–1836);
- Vincenzo Macioti † (1836–1840);
- Giovanni Giuseppe Canali † (1840–1842);
- Antonio Benedetto Antonucci † (1842–1844);
- Bernardo Maria Tirabassi † (1845–1865);
- Gesualdo Vitali † (1865–1879);
- Pietro Facciotti † (1880–1897);
- Domenico Bianconi † (1897–1922);
- Alessandro Fontana † (1922–1941);
- Tommaso Leonetti † (1942–1962);
- Costantino Caminada † (1962–1972);
- Umberto Florenzani † (1973–1973);
- Michele Federici † (1973–1980);
- Angelo Cella, M.S.C. † (1981–1986).

### Vescovi di Veroli
- Martino † (wspomniany w 743);
- Adroaldo † (wspomniany w 853);
- Ildebrando † (przed 861 - po 869);
- Giovanni I † (przed 959 - po 964);
- Aufredo † (wspomniany w 967/968);
- Leone ? † (wspomniany w 981);
- Sergio † (wspomniany w 1024);
- Gerardo † (wspomniany w 1036);
- Benedetto I † (wspomniany w 1050);
- Placido † (przed 1059 - po 1061);
- Giovanni II † (wspomniany w 1066);
- Onesto † (przed 1071 - po 1075);
- Alberto † (1081–1108);
- Leto I † (przed 1111 - po 1125);
- Stefano † (wspomniany 1134);
- Leone I † (przed 1140 - po 1144);
- Oddone I † (1145–1147);
- Leone II † (1147–1160);
- F(a)ramondo † (1160–1181);
- Ambrogio † (1181–1188);
- Roberto † (1188–1189);
- Oddone II † (1190–1012);
- Leto II † (wspomniany w 1217);
- Giovanni III † (1223–1250);
- Giovanni IV † (11 maggio 1252–1253);
- Giovanni Gioffredi † (1253–1258);
- Andrea † (wspomniany w 1259);
- Gregorio † (1261–1278);
- Loterio † (1280–1314);
- Tommaso † (1317–1329);
- Adiutorio † (1331–1354);
- Guido † (1355–1363);
- Giovanni V † (1363–1382);
  - Nicola Rosati † (1379 - ?) (antybiskupi);
- Francesco Bellanti † (1384–1386)
  - Sede vacante (1387-1396);
- Bartolomeo † (1396–1420);
- Benedetto II † (1422–1437);
- Clemente Bartolomei, O.S.A. † (1437–1457);
- Angelo Mancino Lupi di Cave † (1457–1463);
- Fabrizio Novelli † (1464–1468);
- Giovanni Paolo Ponziani † (1468–1503);
- Ennio Filonardi † (1503–1538);
- Antonio Filonardi † (1538–1560);
- Benedetto Salini † (1560–1567);
- Ortensio Battisti † (1567–1594);
- Eugenio Fucci † (1594–1608);
- Girolamo Asteo, O.F.M.Conv. † (1608–1626);
- Baglione Carradore † (1626–1628);
- Vincenzo Lanteri, C.O. † (1628–1649);
- Alessandro Argoli † (1651–1654);
- Francesco Lombardi † (1655–1660);
- Francesco Angelucci † (1660–1674);
- Riccardo Annibaleschi † (1675–1689);
- Domenico Zauli † (1690–1708);
- Ludovico Anselmo Gualterio † (1708–1715);
- Lorenzo Tartagni † (1715–1751);
- Pietro Saverio Antonini † (1751–1761);
- Giovanni Battista Giacobini † (1761–1786);
- Antonio De Rossi † (1786–1811);
  - Sede vacante (1811-1814);
- Francesco Maria Cipriani, O.S.B.Cel. † (1814–1843);
- Mariano Venturi † (1844–1854);
- Luigi Zannini † (1854–1857);
- Fortunato Maurizi † (1857–1868);
- Giovanni Battista Maneschi † (1868–1891);
- Paolo Fioravanti † (1891–1909);
- Luigi Fantozzi, C.PP.S. † (1909–1931);
- Francesco de Filippis † (1931–1942);
- Emilio Baroncelli † (1943–1955).

### Vescovi di Veroli-Frosinone
- Carlo Livraghi † (1956–1962);
- Luigi Morstabilini † (1962–1964);
- Giuseppe Marafini † (1964–1973);
- Michele Federici † (1973–1980);
- Angelo Cella, M.S.C. † (1981–1986).

### Frosinone-Veroli-Ferentino
- Angelo Cella, M.S.C. † (1986–1999);
- Salvatore Boccaccio † (1999–2008);
- Ambrogio Spreafico (2008 - ...).